# John Stainer
John Stainer (Londres, 4 de junio de 1840 - Verona, 31 de marzo de 1901) fue un compositor inglés.
Empezó su carrera musical como niño de coro de la Catedral de San Pablo de Londres y después estudió con Bayley, Steggall y Cooper. A los catorce años de edad ya era organista y director del coro de una iglesia de Londres, y en 1859 fue nombrado organista del Magdalen College de Oxford, y de la Universidad de Oxford, recibiendo en 1865 el título de doctor en música. De 1872 a 1888 fue organista de San Pablo, en Londres. En 1876 escribió "A Theory of Harmony", un significativo libro de armonía. También fue desde 1876 profesor de órgano y de armonía y desde 1881 director de la National Training School for Music, y al transformarse esta en el Real Colegio de Música en 1883, profesor del mismo e inspector de las escuelas primarias. En 1888 quedó ciego, y este mismo año pidió la jubilación, si bien conservó las prerrogativas inherentes al profesorado de la Universidad de Oxford.
Entre sus composiciones hay que mencionar los oratorios Gideon y The Crucifixion (1887); las cantatas The daughter of Jairus y St. Mary Magdalen; dos servicios completos, 16 antífonas, así como un buen número de manuales, un tratado de armonía y un léxico musical. Además, editó varias obras de autores antiguos y publicó las antologías Dufay and his contemporaries (1898) y Early Bodleian music...varying from about A. D. 1185 to about A. D. 1505, esta última acabada por sus hijos Cecilia y John en 1902.